# Piedras Negras, Querétaro Arteaga
Piedras Negras är en ort i Mexiko.   Den ligger i kommunen Ezequiel Montes och delstaten Querétaro Arteaga, i den centrala delen av landet, 160 km nordväst om huvudstaden Mexico City. Piedras Negras ligger 1 926 meter över havet och antalet invånare är 405.
Terrängen runt Piedras Negras är huvudsakligen platt, men åt sydväst är den kuperad. Piedras Negras ligger nere i en dal. Runt Piedras Negras är det ganska tätbefolkat, med 129 invånare per kvadratkilometer. Närmaste större samhälle är Ezequiel Montes, 6,1 km nordost om Piedras Negras. Trakten runt Piedras Negras består i huvudsak av gräsmarker.